# Rufirallus
Genre
Rufirallus est un genre d'oiseaux de la famille des Rallidae.

## Liste des espèces
Selon le Congrès ornithologique international (ordre phylogénique), il comporte cinq espèces :
- Rufirallus xenopterus (Statius Müller, 1776) – Râle de Conover
- Rufirallus leucopyrrhus (Statius Müller, 1776) – Râle blanc et roux
- Rufirallus fasciatus (Sclater & Salvin, 1868) – Râle fascié
- Rufirallus schomburgkii (Schomburgk, 1848) – Râle ocellé
- Rufirallus viridis (Statius Müller, 1776) – Râle kiolo

## Classification
Le nom valide complet (avec auteur) de ce taxon est Rufirallus Bonaparte, 1856.